# Gold Coast
Gold Coast (en anglès, literalment, 'Costa Daurada') és una ciutat i una regió costanera d'aproximadament 70 quilòmetres de llarg del sud de Brisbane (Austràlia), a l'estat de Queensland. En els últims 50 anys s'ha transformat des d'un conjunt de pobles aïllats a una zona urbana on habiten prop de 480.000 habitants, actualment és la setena ciutat més gran d'Austràlia i la destinació turística més visitada d'Austràlia. El Consell de la Costa Sud va canviar el nom a Gold Coast el 1958 i Queensland la va proclamar oficialment la ciutat de Gold Coast el 16 de maig del 1959.
El clima subtropical, les seves platges atractives per al surf (les més properes de Brisbane), i el seu mercadeig econòmic ha atret a milions de turistes interns i internacionals, el que ha permès el naixement d'una indústria de turisme llesta per rebre els visitants. Aquesta estreta franja costanera s'ha cobert de grans edificacions d'apartaments, hotels, clubs nocturns i botigues per a turistes. L'àrea també atreu un gran nombre de pensionistes, si bé altres ciutats atreuen més aquest segment de la població.
Gold Coast està comunicada per la recentment ampliada Autopista del Pacífic, la línia de tren de Gold Coast i l'Aeroport de Gold Coast. Gold Coast disposa d'un club de futbol a l'A-League, el Gold Coast United FC.